# ياسوتاكا ياناغي
ياسوتاكا ياناغي (باليابانية: 柳育崇) هو لاعب كرة قدم ياباني، ولد في 22 يونيو 1994 في تشيبا في اليابان. لعب مع آلبيركس نيغاتا.

## وصلات خارجية
- ياسوتاكا ياناغي على موقع رابطة كرة القدم اليابانية للمحترفين (اليابانية)
- ياسوتاكا ياناغي على موقع قاعدة بيانات كرة القدم.إي يو (الإنجليزية)
- ياسوتاكا ياناغي على موقع Soccerway.com (الإنجليزية)
- ياسوتاكا ياناغي على موقع عالم كرة القدم.نت (الإنجليزية)